# Monbetsu
Monbetsu (Japans: 紋別市, Monbetsu-shi) is een Japanse stad in de prefectuur Hokkaido. In 2014 telde de stad 23.787 inwoners. 

## Geschiedenis
Op 1 juli 1954 werd Monbetsu benoemd tot stad (shi). 

## Partnersteden
- Newport, Verenigde Staten sinds 1966
- Fairbanks, Verenigde Staten sinds 1991
- Korsakov, Rusland sinds 1991

Subprefecturen:
Hidaka · Hiyama · Iburi · Ishikari · Kamikawa · Kushiro · Nemuro · Okhotsk · Oshima · Rumoi · Shiribeshi · Sorachi · Soya · Tokachi

Steden:
Abashiri · Akabira · Asahikawa · Ashibetsu · Bibai · Chitose · Date · Ebetsu · Eniwa · Fukagawa · Furano · Hakodate · Hokuto · Ishikari · Iwamizawa · Kitahiroshima · Kitami · Kushiro · Mikasa · Monbetsu · Muroran · Nayoro · Nemuro · Noboribetsu · Obihiro · Otaru · Rumoi · Sapporo (hoofdstad) · Shibetsu · Sunagawa · Takikawa · Tomakomai · Utashinai · Wakkanai · Yubari